# Orange Is the New Black

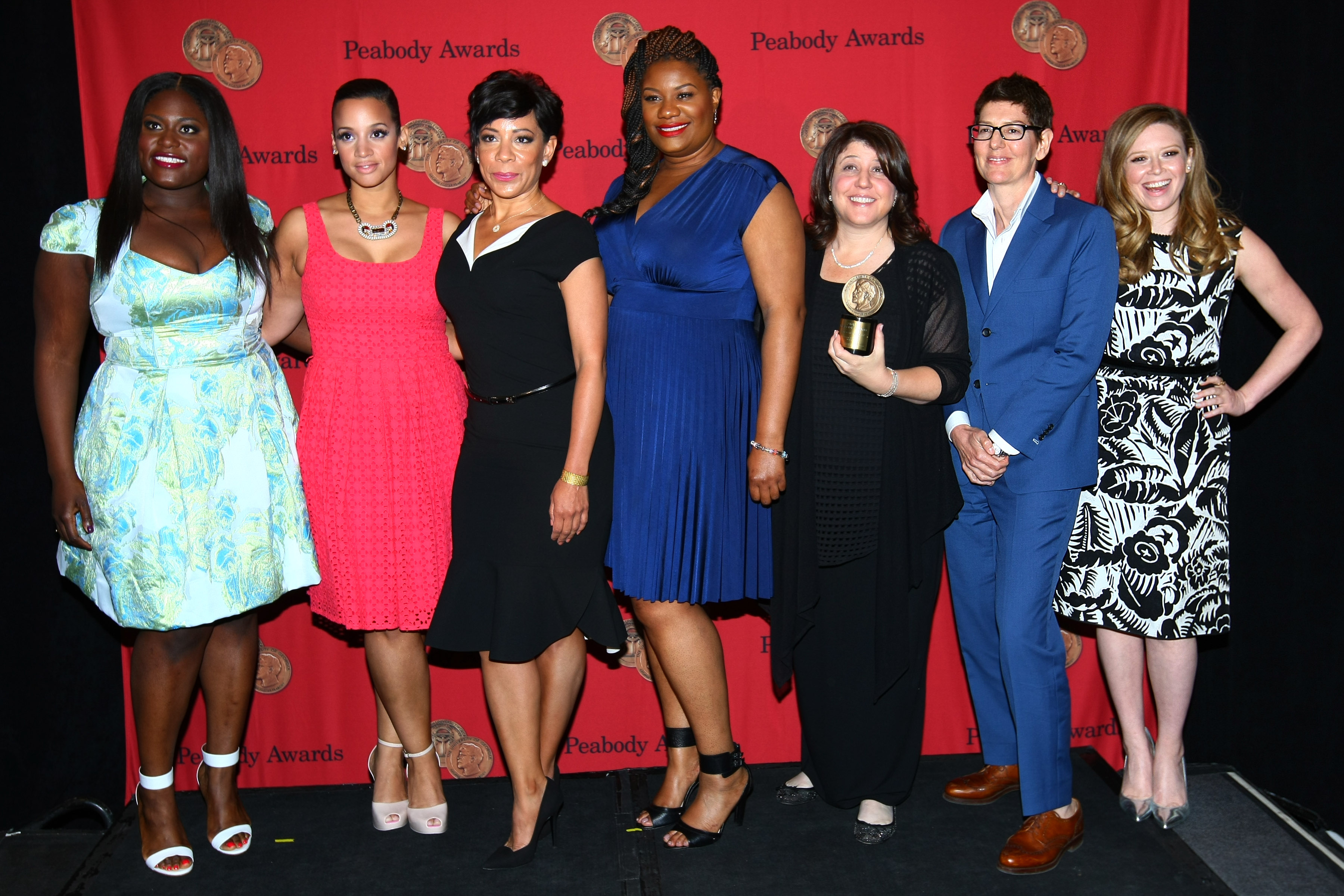
Een deel van de spelers en technici van OITNB in 2014.

Orange Is the New Black (vaak afgekort tot OITNB) is een Amerikaanse televisieserie van schrijver Jenji Kohan voor Netflix. De serie is gebaseerd op de autobiografie Orange Is the New Black door Piper Kerman. De 13 afleveringen van het eerste seizoen werden ineens uitgebracht door Netflix op 11 juli 2013. Op 9 juni 2017 werd het vijfde seizoen online gezet. Op 27 juli 2018 volgde het zesde seizoen. Vanaf 26 juli 2019 is het zevende en tevens laatste seizoen te zien.

## Verhaal
Piper Chapman (Taylor Schilling) wordt veroordeeld tot 15 maanden gevangenis voor het transporteren van drugsgeld voor Alex Vause (Laura Prepon), een internationale drugssmokkelaar en voormalig geliefde. Chapman verruilt haar comfortabele leven in New York voor een oranje overall. In de vrouwengevangenis komt ze in aanraking met strijd en kameraadschap binnen een opmerkelijke groep gevangenen.

## Rolbezetting
| Acteur                 | Personage                                  | Seizoen  | Seizoen  | Seizoen  | Seizoen  | Seizoen  | Seizoen  | Seizoen  |
| Acteur                 | Personage                                  | 1        | 2        | 3        | 4        | 5        | 6        | 7        |
| ---------------------- | ------------------------------------------ | -------- | -------- | -------- | -------- | -------- | -------- | -------- |
| Taylor Schilling       | Piper Chapman                              | Hoofdrol | Hoofdrol | Hoofdrol | Hoofdrol | Hoofdrol | Hoofdrol | Hoofdrol |
| Laura Prepon           | Alex Vause                                 | Hoofdrol | Bijrol   | Hoofdrol | Hoofdrol | Hoofdrol | Hoofdrol | Hoofdrol |
| Michael Harney         | Justitie-officier Sam Healy                | Hoofdrol | Hoofdrol | Hoofdrol | Hoofdrol |          | Gastrol  | Gastrol  |
| Michelle Hurst         | Miss Claudette Pelage                      | Hoofdrol |          |          |          |          |          |          |
| Kate Mulgrew           | Galina "Red" Reznikov                      | Hoofdrol | Hoofdrol | Hoofdrol | Hoofdrol | Hoofdrol | Hoofdrol | Hoofdrol |
| Jason Biggs            | Larry Bloom                                | Hoofdrol | Hoofdrol |          |          | Gastrol  |          | Bijrol   |
| Uzo Aduba              | Suzanne "Crazy Eyes" Warren                | Bijrol   | Hoofdrol | Hoofdrol | Hoofdrol | Hoofdrol | Hoofdrol | Hoofdrol |
| Danielle Brooks        | Tasha "Taystee" Jefferson                  | Bijrol   | Hoofdrol | Hoofdrol | Hoofdrol | Hoofdrol | Hoofdrol | Hoofdrol |
| Natasha Lyonne         | Nicole "Nicky" Nichols                     | Bijrol   | Hoofdrol | Hoofdrol | Hoofdrol | Hoofdrol | Hoofdrol | Hoofdrol |
| Taryn Manning          | Tiffany "Pennsatucky" Doggett              | Bijrol   | Hoofdrol | Hoofdrol | Hoofdrol | Hoofdrol | Hoofdrol | Hoofdrol |
| Selenis Leyva          | Gloria Mendoza                             | Bijrol   | Bijrol   | Hoofdrol | Hoofdrol | Hoofdrol | Hoofdrol | Hoofdrol |
| Adrienne C. Moore      | Cynthia "Black Cindy" Hayes                | Bijrol   | Bijrol   | Hoofdrol | Hoofdrol | Hoofdrol | Hoofdrol | Hoofdrol |
| Dascha Polanco         | Dayanara "Daya" Díaz                       | Bijrol   | Bijrol   | Hoofdrol | Hoofdrol | Hoofdrol | Hoofdrol | Hoofdrol |
| Nick Sandow            | Gevangenisdirecteur Joe Caputo             | Bijrol   | Bijrol   | Hoofdrol | Hoofdrol | Hoofdrol | Hoofdrol | Hoofdrol |
| Yael Stone             | Lorna Morello                              | Bijrol   | Bijrol   | Hoofdrol | Hoofdrol | Hoofdrol | Hoofdrol | Hoofdrol |
| Samira Wiley           | Poussey Washington                         | Bijrol   | Bijrol   | Hoofdrol | Hoofdrol | Gastrol  |          | Gastrol  |
| Jackie Cruz            | Marisol "Flaca" Gonzáles                   | Bijrol   | Bijrol   | Bijrol   | Hoofdrol | Hoofdrol | Hoofdrol | Hoofdrol |
| Lea DeLaria            | Carrie "Big Boo" Black                     | Bijrol   | Bijrol   | Bijrol   | Hoofdrol | Hoofdrol | Gastrol  | Gastrol  |
| Elizabeth Rodriguez    | Aleida Díaz                                | Bijrol   | Bijrol   | Bijrol   | Hoofdrol | Hoofdrol | Hoofdrol | Hoofdrol |
| Jessica Pimentel       | Maria Ruíz                                 | Bijrol   | Bijrol   | Bijrol   | Bijrol   | Hoofdrol | Hoofdrol | Hoofdrol |
| Laura Gómez            | Blanca Flores                              | Bijrol   | Bijrol   | Bijrol   | Bijrol   | Bijrol   | Hoofdrol | Hoofdrol |
| Matt Peters            | Werkplaatshoofd Joel Luschek               | Bijrol   | Bijrol   | Bijrol   | Bijrol   | Bijrol   | Hoofdrol | Hoofdrol |
| Dale Soules            | Frieda Berlin                              |          | Bijrol   | Bijrol   | Bijrol   | Bijrol   | Hoofdrol | Hoofdrol |
| Alysia Reiner          | Assistent-directeur Natalie "Fig" Figueroa | Bijrol   | Bijrol   | Bijrol   | Gastrol  | Bijrol   | Bijrol   | Hoofdrol |
| Laverne Cox            | Sophia Burset                              | Bijrol   | Bijrol   | Bijrol   | Bijrol   | Bijrol   | Bijrol   | Gastrol  |
| Diane Guerrero         | Maritza Ramos                              | Bijrol   | Bijrol   | Bijrol   | Bijrol   | Bijrol   |          | Bijrol   |
| Vicky Jeudy            | Janae Watson                               | Bijrol   | Bijrol   | Bijrol   | Bijrol   | Bijrol   |          | Gastrol  |
| Annie Golden           | Norma Romano                               | Bijrol   | Bijrol   | Bijrol   | Bijrol   | Bijrol   |          | Gastrol  |
| Emma Myles             | Leanne Taylor                              | Bijrol   | Bijrol   | Bijrol   | Bijrol   | Bijrol   |          | Gastrol  |
| Julie Lake             | Angie Rice                                 | Bijrol   | Bijrol   | Bijrol   | Bijrol   | Bijrol   |          | Gastrol  |
| Abigail Savage         | Gina Murphy                                | Bijrol   | Bijrol   | Bijrol   | Bijrol   | Bijrol   |          | Gastrol  |
| Constance Shulman      | Erica "Yoga" Jones                         | Bijrol   | Bijrol   | Bijrol   | Bijrol   | Bijrol   |          | Gastrol  |
| Lori Tan Chinn         | Mei Chang                                  | Bijrol   | Bijrol   | Bijrol   | Bijrol   | Bijrol   |          | Gastrol  |
| Tamara Torres          | Emily "Weeping Woman" Germann              | Bijrol   | Bijrol   | Bijrol   | Bijrol   | Bijrol   |          | Gastrol  |
| Lin Tucci              | Anita DeMarco                              | Bijrol   | Bijrol   | Bijrol   | Bijrol   | Bijrol   |          | Gastrol  |
| Beth Fowler            | Zuster Jane Ingalls                        | Bijrol   | Bijrol   | Bijrol   | Bijrol   |          |          |          |
| Tanya Wright           | Crystal Burset                             | Bijrol   | Bijrol   | Bijrol   | Bijrol   |          | Gastrol  |          |
| Catherine Curtin       | Cipier Wanda Bell                          | Bijrol   | Bijrol   | Bijrol   | Gastrol  | Gastrol  |          | Bijrol   |
| Joel Marsh Garland     | Cipier Scott O'Neill                       | Bijrol   | Bijrol   | Bijrol   | Gastrol  | Gastrol  |          | Bijrol   |
| Michael Chernus        | Cal Chapman                                | Bijrol   | Bijrol   | Bijrol   | Gastrol  |          | Gastrol  | Bijrol   |
| Tracee Chimo           | Neri Feldman                               | Bijrol   | Bijrol   | Bijrol   |          |          |          | Bijrol   |
| Berto Colón            | César Velázquez                            | Bijrol   | Bijrol   | Bijrol   |          | Gastrol  |          | Bijrol   |
| Deborah Rush           | Carol Chapman                              | Bijrol   | Bijrol   | Bijrol   |          | Bijrol   |          | Gastrol  |
| Brendan Burke          | Cipier Wade Donaldson                      | Bijrol   | Bijrol   | Bijrol   | Gastrol  |          |          |          |
| Matt McGorry           | Cipier John Bennett                        | Bijrol   | Bijrol   | Bijrol   |          |          |          |          |
| Lolita Foster          | Cipier Eliqu Maxwell                       | Bijrol   | Bijrol   | Bijrol   |          |          |          |          |
| Maria Dizzia           | Polly Harper                               | Bijrol   | Bijrol   |          |          |          |          | Bijrol   |
| Pablo Schreiber        | Cipier George "Pornstache" Mendez          | Bijrol   | Bijrol   | Bijrol   |          | Gastrol  |          | Gastrol  |
| Barbara Rosenblat      | Rosa "Miss Rosa" Cisneros                  | Bijrol   | Bijrol   | Gastrol  |          |          |          |          |
| Lauren Lapkus          | Cipier Susan Fischer                       | Bijrol   | Bijrol   |          |          |          |          | Gastrol  |
| Nick Stevenson         | Pete Harper                                | Bijrol   | Bijrol   |          |          |          |          |          |
| Kaipo Schwab           | Arts Igme Dimaguiba                        | Bijrol   | Gastrol  | Gastrol  | Gastrol  |          |          |          |
| Madeline Brewer        | Tricia Miller                              | Bijrol   |          |          |          |          |          |          |
| Miguel Izaguirre       | Diablo Zuñiga                              | Gastrol  |          |          | Gastrol  | Gastrol  | Bijrol   | Bijrol   |
| Patricia Kalember      | Marka Nichols                              | Gastrol  |          | Bijrol   |          |          | Gastrol  |          |
| Mary Boyer             | Pat Warren                                 | Gastrol  | Gastrol  |          |          | Bijrol   | Gastrol  | Gastrol  |
| Bill Hoag              | Bill Chapman                               | Gastrol  | Gastrol  | Gastrol  |          |          |          | Bijrol   |
| Kimiko Glenn           | Brook Soso                                 |          | Bijrol   | Bijrol   | Bijrol   | Bijrol   |          | Gastrol  |
| Lori Petty             | Lolly Whitehill                            |          | Gastrol  | Bijrol   | Bijrol   |          | Bijrol   | Bijrol   |
| Ian Paola              | Yadriel                                    |          | Bijrol   | Bijrol   | Gastrol  | Bijrol   |          | Bijrol   |
| Yvette Freeman         | Irma Lerman                                |          | Bijrol   | Gastrol  |          |          |          |          |
| Germar Terrell Gardner | Cipier Charles Ford                        |          | Gastrol  | Gastrol  |          |          |          |          |
| Hamilton Clancy        | Cipier Kowalski                            |          | Gastrol  | Gastrol  |          |          |          |          |
| Olivia Luccardi        | Jennifer Digori                            |          | Gastrol  |          | Bijrol   | Bijrol   |          |          |
| Judith Roberts         | Erica Taslitz                              |          | Bijrol   |          | Gastrol  |          |          | Gastrol  |
| Lorraine Toussaint     | Yvonne "Vee" Parker                        |          | Bijrol   |          |          |          |          |          |
| Patricia Squire        | Jimmy Cavanaugh                            |          | Bijrol   |          |          |          |          |          |
| Jamie Denbo            | Shelly Ginsberg                            |          | Gastrol  | Bijrol   |          | Bijrol   |          |          |
| Alexander Wraith       | Vasily Reznikov                            |          | Gastrol  | Gastrol  |          |          | Bijrol   | Gastrol  |
| Beth Dover             | Linda Ferguson                             |          |          | Gastrol  | Bijrol   | Bijrol   | Bijrol   | Bijrol   |
| James McMenamin        | Cipier Charlie "Donuts" Coates             |          |          | Bijrol   | Bijrol   | Bijrol   | Bijrol   |          |
| Karina Ortiz           | Margarita                                  |          |          | Bijrol   | Bijrol   | Bijrol   | Bijrol   |          |
| John Magaro            | Vince Muccio                               |          |          | Bijrol   | Bijrol   | Bijrol   |          | Bijrol   |
| Blair Brown            | Judy King                                  |          |          | Bijrol   | Bijrol   | Bijrol   |          | Gastrol  |
| Alan Aisenberg         | Cipier Baxter "Gerber" Bailey              |          |          | Bijrol   | Bijrol   | Bijrol   |          |          |
| Emily Althaus          | Maureen Kukudio                            |          |          | Bijrol   | Bijrol   | Bijrol   |          |          |
| Michael Bryan French   | Jack Pearson                               |          |          | Bijrol   | Bijrol   | Bijrol   | Gastrol  |          |
| Jimmy Gary jr.         | Cipier Felix Rikerson                      |          |          | Bijrol   | Bijrol   | Gastrol  |          |          |
| Mike Birbiglia         | Danny Pearson                              |          |          | Bijrol   | Bijrol   |          |          |          |
| Mugga                  | Reema Pell                                 |          |          | Bijrol   | Gastrol  | Bijrol   |          |          |
| Danielle Herbert       | Jeanie "Babs" Babson                       |          |          | Bijrol   |          | Bijrol   |          |          |
| Ruby Rose              | Stella Carlin                              |          |          | Bijrol   | Gastrol  |          |          |          |
| Mary Steenburgen       | Delia Mendez-Powell                        |          |          | Bijrol   |          | Gastrol  |          |          |
| Eden Malyn             | Erin Sikowitz                              |          |          | Bijrol   | Gastrol  |          |          |          |
| Marsha Stephanie Blake | Berdie Rogers                              |          |          | Bijrol   |          |          |          |          |
| Richard Masur          | Bill Montgomery                            |          |          | Gastrol  | Gastrol  | Bijrol   |          |          |
| Daniella De Jesús      | Irene "Zirconia" Cabrera                   |          |          |          | Bijrol   | Bijrol   | Bijrol   | Bijrol   |
| Shannon Esper          | Alana Dwight                               |          |          |          | Bijrol   | Bijrol   | Bijrol   | Bijrol   |
| Emily Tarver           | Cipier Artesian McCullough                 |          |          |          | Bijrol   | Bijrol   | Bijrol   | Bijrol   |
| Mike Houston           | Cipier Lee Dixon                           |          |          |          | Bijrol   | Bijrol   | Bijrol   | Bijrol   |
| Nick Dillenburg        | Cipier Ryder Blake                         |          |          |          | Bijrol   | Bijrol   | Bijrol   | Bijrol   |
| Rosal Colon            | Carmen "Ouija" Aziza                       |          |          |          | Bijrol   | Bijrol   | Gastrol  |          |
| Francesca Curran       | Helen "Skinhead Helen" Van Maele           |          |          |          | Bijrol   | Bijrol   | Gastrol  |          |
| Brad William Henke     | Bewakingshoofd Desi Piscatella             |          |          |          | Bijrol   | Bijrol   | Gastrol  |          |
| Amanda Stephen         | Alison Abdullah                            |          |          |          | Bijrol   | Bijrol   |          | Gastrol  |
| Kelly Kabarcz          | Kasey Sankey                               |          |          |          | Bijrol   | Bijrol   |          | Gastrol  |
| Asia Kate Dillon       | Brandy Epps                                |          |          |          | Bijrol   | Bijrol   |          |          |
| Evan Hall              | Cipier B. Stratman                         |          |          |          | Bijrol   | Bijrol   |          |          |
| Miriam Morales         | Ramona "Pidge" Contreras                   |          |          |          | Bijrol   | Bijrol   |          |          |
| Jolene Purdy           | Stephanie Hapakuka                         |          |          |          | Bijrol   | Bijrol   |          |          |
| Arianda Fernandez      | Michelle Carreras                          |          |          |          | Bijrol   | Bijrol   |          |          |
| Michael Torpey         | Cipier Thomas Humphrey                     |          |          |          | Bijrol   | Bijrol   |          |          |
| John Palladino         | Josh                                       |          |          |          | Gastrol  | Bijrol   |          |          |
| Hunter Emery           | Hoofdcipier Rick Hopper                    |          |          |          |          | Bijrol   | Bijrol   | Bijrol   |
| Shirley Roeca          | Juanita Vázquez                            |          |          |          |          | Gastrol  | Bijrol   | Bijrol   |
| Anita Keal             | Elsie                                      |          |          |          |          | Bijrol   | Gastrol  |          |
| Gerrard Lobo           | Adarsh                                     |          |          |          |          | Bijrol   |          |          |
| Gita Reddy             | Nita Reddy                                 |          |          |          |          | Bijrol   |          |          |
| David Roberts          | D. Davis                                   |          |          |          |          | Bijrol   |          |          |
| Jason Altman           | Herrmann                                   |          |          |          |          | Gastrol  | Bijrol   |          |
| Shawna Hamic           | Cipier Virginia "Ginger" Copeland          |          |          |          |          |          | Bijrol   | Bijrol   |
| Nicholas Webber        | Cipier Alvarez                             |          |          |          |          |          | Bijrol   | Bijrol   |
| Susan Heyward          | Cipier Tamika Ward                         |          |          |          |          |          | Bijrol   | Bijrol   |
| Josh Segarra           | Cipier Stefanovic                          |          |          |          |          |          | Bijrol   | Bijrol   |
| Branden Wellington     | Cipier Jared Young                         |          |          |          |          |          | Bijrol   | Bijrol   |
| Greg Vrotsos           | Cipier Hellman                             |          |          |          |          |          | Bijrol   | Bijrol   |
| Amanda Fuller          | Madison "Badison" Murphy                   |          |          |          |          |          | Bijrol   | Bijrol   |
| Finnerty Steeves       | Beth Hoefler                               |          |          |          |          |          | Bijrol   | Bijrol   |
| Besanya Santiago       | Raquel "Creech" Muñoz                      |          |          |          |          |          | Bijrol   | Bijrol   |
| Christina Toth         | Annalisa Damiva                            |          |          |          |          |          | Bijrol   | Bijrol   |
| Phumzile Sitole        | Antoinetta "Akers" Kerson                  |          |          |          |          |          | Bijrol   | Bijrol   |
| Alice Kremelberg       | Nicole Eckelkamp                           |          |          |          |          |          | Bijrol   | Bijrol   |
| Reema Sampat           | Shruti Chambal                             |          |          |          |          |          | Bijrol   | Bijrol   |
| Sipiwe Moyo            | Adeola Chinede                             |          |          |          |          |          | Bijrol   | Bijrol   |
| Rebecca Knox           | Tina Swope                                 |          |          |          |          |          | Bijrol   | Bijrol   |
| Dana Berger            | Crystal Tawney                             |          |          |          |          |          | Bijrol   | Bijrol   |
| Mandela Bellamy        | Rosalie Deitland                           |          |          |          |          |          | Bijrol   | Bijrol   |
| Marcia DeBonis         | Cathy                                      |          |          |          |          |          | Bijrol   | Bijrol   |
| Jo Lampert             | Marie Brock                                |          |          |          |          |          | Bijrol   | Bijrol   |
| Vicci Martinez         | Dominga "Daddy" Duarte                     |          |          |          |          |          | Bijrol   | Gastrol  |
| Kana Hatakeyama        | Charlene Teng                              |          |          |          |          |          | Bijrol   | Gastrol  |
| Nedra McClyde          | Sylvia Guillen                             |          |          |          |          |          | Bijrol   | Gastrol  |
| Henny Russell          | Carol Denning                              |          |          |          |          |          | Bijrol   |          |
| Mackenzie Phillips     | Barbara "Barb" Denning                     |          |          |          |          |          | Bijrol   |          |
| Karina Arroyave        | Karla Córdova                              |          |          |          |          |          |          | Bijrol   |
| Marie Lou-Nahhas       | Shani Abboud                               |          |          |          |          |          |          | Bijrol   |
| Alysia Joy Powell      | Wyndolyn Capers                            |          |          |          |          |          |          | Bijrol   |
| Alicia Witt            | Zelda                                      |          |          |          |          |          |          | Bijrol   |
| Adam Lindo             | Carlos "Clitvack" Litvack                  |          |          |          |          |          |          | Bijrol   |
| Ismenia Mendes         | Tali Grapes                                |          |          |          |          |          |          | Bijrol   |
| Melinna Bobadilla      | Santos Chaj                                |          |          |          |          |          |          | Bijrol   |
| Mike Cabellon          | Elmer Fantauzzo                            |          |          |          |          |          |          | Bijrol   |

## Afleveringen
| Seizoen | Aantal afl. | Start        |
| ------- | ----------- | ------------ |
| 1       | 13          | 11 juli 2013 |
| 2       | 13          | 6 juni 2014  |
| 3       | 13          | 12 juni 2015 |
| 4       | 13          | 17 juni 2016 |
| 5       | 13          | 9 juni 2017  |
| 6       | 13          | 27 juli 2018 |
| 7       | 13          | 26 juli 2019 |